# چوی وون کوان
چوی وون کوان (کره‌ای: 최원권؛ زادهٔ ۸ نوامبر ۱۹۸۱) بازیکن فوتبال اهل کره جنوبی است.
از باشگاه‌هایی که در آن بازی کرده است می‌توان به باشگاه فوتبال دئگو، باشگاه فوتبال ججو یونایتد، و باشگاه فوتبال سئول اشاره کرد.
وی همچنین در تیم‌های ملی فوتبال زیر ۲۳ سال کره جنوبی و کره جنوبی بازی کرده است.